# 되베라이너의 램프

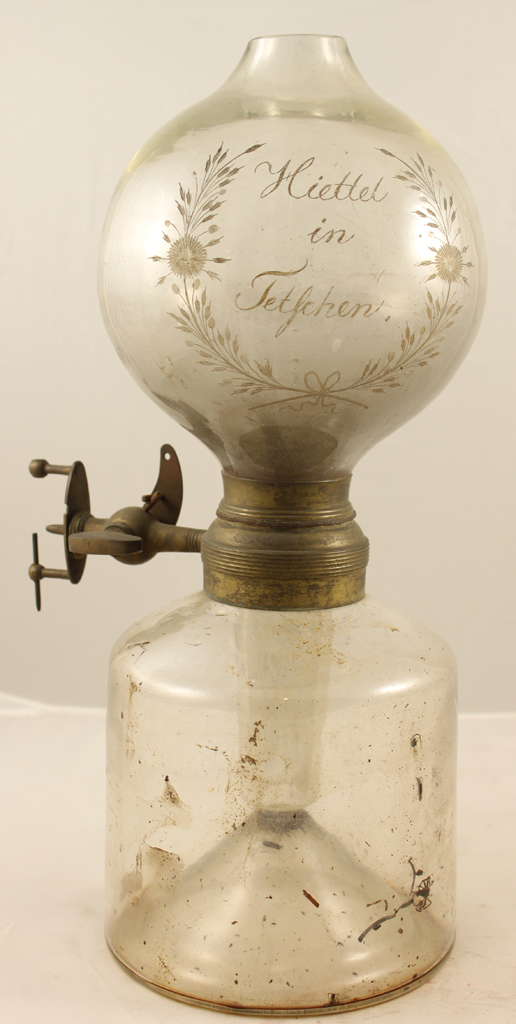
되베라이너 램프

되베라이너의 램프는 독일의 화학자인 요한 볼프강 되베라이너가 1823년에 발명한 램프로, "부시쌈지"(독일어: Feuerzeug 포이어초이그[*], 영어: tinderbox)라고도 불린다. 퓌르슈텐베르거(Fürstenberger) 램프를 기반으로 하고 있으며 1880년대까지 생산되었다. 램프 항아리에서는 키프 장치(Kipp's apparatus)와 마찬가지로 아연 금속이 묽은 황산과 반응하여 수소 가스를 생성한다. 밸브가 열리면 수소 가스가 백금 스폰지 위로 분출된다. 백금 스폰지는 수소와 대기 중 산소의 화학 반응의 촉매역할을 하는데, 이 반응에 의하여 촉매가 가열되어 수소를 점화시켜 부드러운 불꽃을 일으킨다.
- a. glass cylinder
- b. open bottle
- c. wire
- d. zinc
- e. stopcock
- f. nozzle
- g. platinum sponge

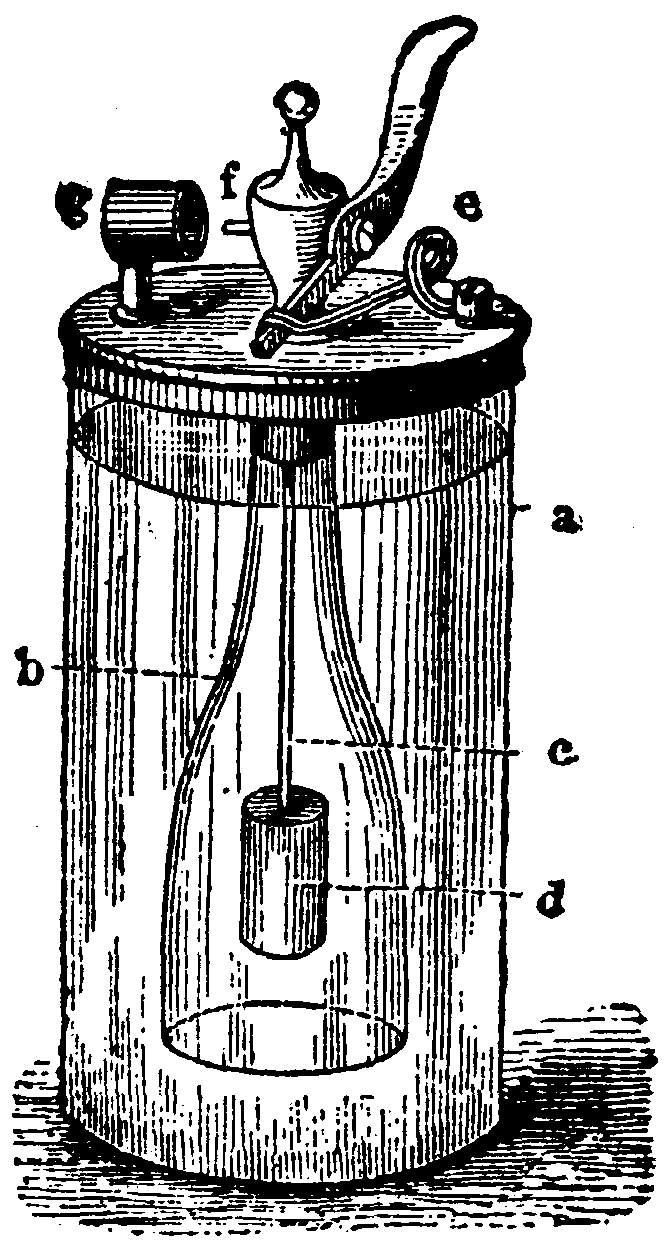

되베라이너 램프는 조명용 및 파이프 담배 점화용으로 상업화되었다. 1820년에 백만개의 "부시쌈지"가 팔렸다고 한다.
되베라이너 램프의 실례는 독일 박물관과 하이델베르크 성의 오래된 약국에서 볼 수 있다.

## 같이 보기
- 수소 기술의 연대기

## 추가 문헌
- Hoffmann, Roald (Jul–Aug 1998). “Döbereiner's Lighter”. 《American Scientist》 86 (4): 326. doi:10.1511/1998.4.326. 2016년 11월 7일에 원본 문서에서 보존된 문서. 2019년 4월 24일에 확인함.
- George B. Kauffman (1999). “Johann Wolfgang Döbereiner's Feuerzeug” (PDF). 《Platinum Metals Review》 43 (3): 122–128. 2012년 2월 7일에 원본 문서 (PDF)에서 보존된 문서. 2019년 4월 24일에 확인함.